# ファッション通信
『ファッション通信』（ファッションつうしん、英語: Fashion tsushin）は、BSテレ東で放送されている INFAS.com 製作のファッション情報番組である。

## 概要
毎回世界のファッション情報を紹介している番組で、パリ・ロンドン・ミラノ・ニューヨーク・東京といった世界主要都市での取材と評論家による解説を交えながら伝えている。大内順子による世界有数のトップデザイナーたちへのインタビューやアトリエ取材、スーパーモデルたちへの密着取材やコレクションの舞台裏、会場を埋めるセレブリティたちの様子の映像など、臨場感のある情報を伝えているのが特徴である。また、スーパーモデルという言葉を世界で有名にした番組でもある。石川亜沙美が「2005 春夏パリ・オートクチュールコレクション」でパリコレデビューしたのを機に彼女をフィーチャーしていたこともある。
番組は、1985年11月6日にテレビ東京とその系列局で放送開始。BSジャパン開局後の2000年12月2日には、同局での放送も開始された。テレビ東京系列で長らく行われていた地上波放送は2002年3月31日放送分をもって終了し、同年4月6日からはBSジャパンでの放送がメインとなった。テレビ東京系列以外では、北海道文化放送、秋田放送、福島テレビ、北日本放送、山陰放送、くまもと県民テレビが本番組をネットしている。
放送開始から20年後の2005年11月26日には、放送回数1000回を記念して90分拡大スペシャルを放送。そして2016年12月31日には、2週間前の12月17日に1500回を達成したのを記念して1時間スペシャルを放送した。1000回記念の回は、福島テレビなどの当時の地上波ネット局でも放送された。
番組は資生堂の一社提供で放送されているが、過去には伊勢丹、JRA、モード学園、JUN、TINKERBELLなどもスポンサーに付いていた。もっとも、その当時も提供クレジットで "This program is produced by SHISEIDO." とアナウンスされるのは資生堂のみで、それ以外のスポンサーについては基本的には社名が表示されるのみに留まっていた（伊勢丹は1990年代に"SHISEIDO"に続けて"and by ISETAN"とアナウンスされた時代がある）。

## 放送時間
いずれも日本標準時。

### 本放送

#### 地上波放送
- 水曜 22:00 - 22:30 （1985年11月6日 - 1986年9月24日）
- 月曜 22:30 - 23:00 （1986年10月6日 - 1987年3月30日）
- 月曜 22:00 - 22:30 （1987年4月6日 - 2001年3月26日）
- 日曜 23:35 - 月曜 0:00 （2001年4月1日 - 2002年3月31日）

#### BSテレ東
- 土曜 23:30 - 日曜 0:00 （2000年12月2日 - 2004年3月27日）
- 土曜 23:00 - 23:30 （2004年4月3日 - ） - 関連番組『ビューティー通信』が放送されていた枠へ移動。

### 再放送

#### BSジャパン
- 日曜 11:30 - 12:00 （2000年12月3日 - 2004年3月28日）
- 日曜 11:00 - 11:30 （2004年4月4日 - 2014年3月30日） - 上記『ビューティー通信』の再放送が行われていた枠へ移動。

## 解説者
- 大内順子
- 日置千弓（不定期）

## スタッフ

### 2009年2月時点
- 企画協力：大内順子
- 構成：石塚千明、もりかおり、野田珠美（不定期）
- ナレーター：真地勇志、鈴木麻里子
- プロデューサー：高橋由美香
- エグゼクティブプロデューサー：山室一幸
- 製作：BSジャパン、INFAS.com

### 2016年1月時点
- Text: 石塚千明
- Narration: 真地勇志、鈴木麻里子
- Music Selection: 稲村淳、もりかおり
- Logo Design: 水谷孝次
- Edit: 坂友季、山口奈都美
- MA: 大澤竜哉
- Cooperation: 525Productions、Emilia Watanabe
- Assistant Director: 高橋瑞季、浅野莉帆
- Assistant Producer: 岡村理彩
- Director: 木下隆、大西政彦、小川雅代
- Producer: 神保誠
- 製作: BSジャパン、INFAS.com

## 主題歌
- デイト・オブ・バース「ようこそ!ネヴァーランドへ」
- ヴィーナス・ペーター「EVERY PLANETS SON」

## 関連番組
BSジャパンでは2000年12月2日から2004年3月27日までの4年間、毎週土曜 23:00 - 23:30 （日本標準時）に同局オリジナルコンテンツである『ビューティー通信』が放送されていた。こちらはメイクなどの美容情報に的を絞った番組で、『ファッション通信』本編と同じく資生堂の一社提供で放送。SAKURA（モデル・ビューティーコーディネーター）、フローラン・ダバディ（ジャーナリスト）、柳沼淳子（フリーアナウンサー）の3人がナビゲーターを務めていた。